# Ке Хюі Кван
Ке Хюі Кван (в'єт. Quan Kế Huy, також відомий як Джонатан Ке Кван (англ. Jonathan Ke Quan); нар. 20 серпня 1971, Хошимін, В'єтнам) — американський актор і постановник трюків. Найбільш відомий своїми ролями у фільмах 1980-х років: «Бовдури» та «Індіана Джонс і Храм Долі». Здобув другу хвилю популярності після виходу у 2022 році фільму «Все завжди і водночас», за який він отримав премії «Оскар», «Золотий глобус», Премію Гільдії кіноакторів США, «Вибір критиків» у категорії «Найкращий актор другого плану».

## Біографія
Народився 20 серпня 1971 року в Сайгоні, Південний В'єтнам в китайській родині. Був змушений залишити країну, коли армія Республіки В'єтнам зазнала поразки після падіння Сайгона.
Його сім'я отримала політичний притулок у Сполучених Штатах Америки. У нього вісім братів та сестер. Навчався у старшій школі Маунт-Глісон у Туджунгу, штат Каліфорнія, та в середній школі Алхамбри, штат Каліфорнія. Потім закінчив факультет кінематографічних мистецтв в Університеті Південної Каліфорнії. Пізніше навчався в Манчестерському університеті у Великій Британії. Став актором у віці 12 років, зігравши роль у фільмі «Індіана Джонс і Храм Долі». У кастингу на цю роль також брав участь його брат.
Вивчав тхеквондо під керівництвом Філіпа Тана на знімальному майданчику фільму «Індіана Джонс та храму долі», потім навчався у Таня Даоляна. Працював постановником трюків у фільмах «Люди Ікс» та «Протистояння» як асистент Корі Юеня.
Здобув другу хвилю популярності після виходу у 2022 році фільму «Все завжди і водночас», за який він отримав «Золотий глобус», Премію Гільдії кіноакторів США, «Вибір критиків» та номінацію на «Оскар» у категорії «Найкращий актор другого плану». Перемога у Премії Гільдії кіноакторів зробила його першим азійським чоловіком, який виграв будь-яку індивідуальну категорію на цій премії.
У вересні 2022 року було оголошено, що Кван приєднався до акторського складу другого сезону серіалу «Локі» кінематографічного всесвіту Marvel для Disney+.

## Фільмографія
| Рік  |   | Українська назва                   | Оригінальна назва                       | Роль             |
| ---- | - | ---------------------------------- | --------------------------------------- | ---------------- |
| 1984 | ф | Індіана Джонс і Храм Долі          | Indiana Jones and the Temple of Doom    | Малюк            |
| 1985 | ф | Бовдури                            | The Goonies                             | Дейта            |
| 1986 | ф | Для цього потрібен злодій          | It Takes a Thief                        | Маленький Гуань  |
| 1986 | с | Ми стоїмо разом                    | Together We Stand                       | Сем              |
| 1987 | ф | Пасажирський                       | Passenger                               | Рік              |
| 1991 | ф | Дихаючий вогонь                    | Breathing Fire                          | Чарлі            |
| 1991 | с | Класний керівник                   | Head of the Class                       | Джаспер Квонг    |
| 1991 | с | Байки зі склепу                    | Tales from the Crypt                    | Джош             |
| 1992 | ф | Заморожений каліфорнієць           | Encino Man                              | Кім              |
| 1993 | с | Великий євнух і малий тесля        | The Big Eunuch and the Little Carpenter | Ба Дацзя         |
| 1996 | ф | Червоний пірат                     | Red Pirate                              | Кван             |
| 2002 | ф | Другий раз                         | Second Time Around                      | Та особа         |
| 2021 | ф | Пошук сім'ї                        | Finding ʻOhana                          | Джордж Фан       |
| 2022 | ф | Все завжди і водночас              | Everything Everywhere All at Once       | Веймонд          |
| 2023 | с | Локі                               | Loki                                    | Співробітник ТВА |
| 2023 | с | Американець китайського походження | American Born Chinese                   | Фредді Вонг      |
| 2025 | ф | Електричний штат                   | The Electric State                      | доктор Амхерст   |
| 2025 | ф | Любов зла                          | Love Hurts                              | Марвін Гейбл     |

## Нагороди та номінації
| Нагорода                       | Рік  | Категорія                                        | Робота                | Результат |
| ------------------------------ | ---- | ------------------------------------------------ | --------------------- | --------- |
| Оскар                          | 2023 | Найкраща чоловіча роль другого плану             | Все завжди і водночас | Перемога  |
| BAFTA                          | 2023 | Найкраща чоловіча роль другого плану             | Все завжди і водночас | Номінація |
| Золотий глобус                 | 2023 | Найкраща чоловіча роль другого плану — кінофільм | Все завжди і водночас | Перемога  |
| Премія Гільдії кіноакторів США | 2023 | Найкраща чоловіча роль другого плану             | Все завжди і водночас | Перемога  |
| Премія Гільдії кіноакторів США | 2023 | Найкращий акторський склад в ігровому кіно       | Все завжди і водночас | Перемога  |
| Супутник                       | 2023 | Найкращий актор другого плану                    | Все завжди і водночас | Перемога  |
| Кінопремія «Вибір критиків»    | 2023 | Найкращий актор другого плану                    | Все завжди і водночас | Перемога  |
| Незалежний дух                 | 2023 | Найкраща чоловіча роль другого плану             | Все завжди і водночас | Перемога  |
| Сатурн                         | 2023 | Найкраща чоловіча роль другого плану             | Все завжди і водночас | Перемога  |
| Готем                          | 2023 | Найкраща чоловіча роль другого плану             | Все завжди і водночас | Перемога  |